# Swedbank Stadion
L'Stadion és un estadi de futbol ubicat a la ciutat de Malmö, Suècia. En competicions de la UEFA, l'estadi també ha estat conegut amb el nom de Malmö New Stadium per motius de patrocini. L'estadi va rebre el nom del grup bancari suec Swedbank, que va ser propietari dels seus drets del nom entre 2007 i 2017. A més de ser la seu del Malmö FF, l'Stadion també ha organitzat partits internacionals d'alt nivell i de categoria juvenil.
L'estadi és el tercer més gran utilitzat per un club de futbol suec, darrere del Friends Arena de l'AIK i el Tele2 Arena del Djurgårdens IF i l'Hammarby IF, ambdós ubicats a Estocolm. En partits de lliga, l'estadi té una capacitat de 22.500 espectardors, dels quals 18.000 estan asseguts i 4.500 estan en peu. En partits europeus, els 4.500 llocs en peu es converteixen en 3.000 llocs, passant als 21.000 espectadors asseguts. L'Stadion es va inaugurar l'abril de 2009 i va substituir el Malmö Stadion, on el Malmö FF hi tenia la seu des de 1958. El nou recinte va tenir un pressupost inicial de 398 milions de corones, però en última instància va costar 695 milions de corones (79,7M €). És un estadi classificat amb 4 estrelles de la UEFA i, per tant, pot acollir tots els partits de competició de clubs de la UEFA, excepte finals. L'assistència del rècord de l'estadi va ser de 24.148, en un partit de l'Allsvenskan entre el Malmö FF i el Mjällby AIF el 7 de novembre de 2010, on el Malmö FF va guanyar per 2-0 i aquella temporada va acabar aconseguint el campionat.

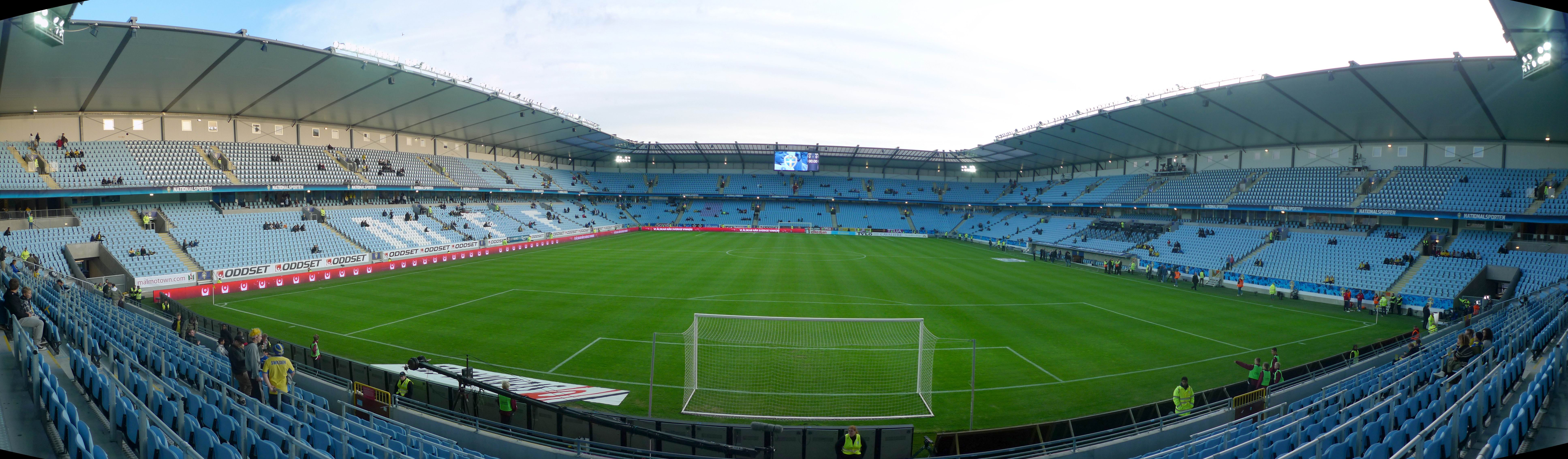
Panoràmica interior de l'estadi.